# 菊川智文
菊川 智文（きくがわ ともふみ、1956年 - ）は愛媛県今治市出身、イギリス・ロンドン在住の英国政治研究者。

## 略歴
- 愛媛県立今治西高等学校を経て、1981年京都大学法学部卒業。同年、松下政経塾に二期生として入塾。
- 松下政経塾卒業後、愛媛県今治市議会議員に立候補し歴代トップの得票数で当選。その後、松下政経塾職員、日本新党愛媛第2支部長を歴任。
- 英国人女性と結婚後、渡英。2000年、英国スターリング大学卒業、PhD（博士号／国際関係論、ネゴーシエーション論）取得。
- 現在は、英国に在住しながら日本の立場から英国政治を研究している。英国人妻は、英国政府機関に勤務。

## 著作
- PhD 'A Theoretical Analysis of the Law of the Sea Negotiation in the Context of International Relations and Negotiation Theory.' (1999)
- 「イギリス政治はおもしろい」　PHP研究所　2004年